# Symplocos atriolivacea
Symplocos atriolivacea là một loài thực vật có hoa trong họ Dung. Loài này được Merr. & Chun ex H.L. Li miêu tả khoa học đầu tiên năm 1944.